# Petrorhagia grandiflora
Petrorhagia grandiflora là loài thực vật có hoa thuộc họ Cẩm chướng. Loài này được Iatroú miêu tả khoa học đầu tiên năm 1985.